# Oosterbroek (gemeente)

Gemeentewapen

Gemeentevlag

Oosterbroek is een voormalige gemeente in de provincie Groningen. De eerste gemeente Oosterbroek ontstond in 1965 door de samenvoeging van de toenmalige gemeentes Noordbroek en Zuidbroek. De naam was ontleend aan de middeleeuwse streeknaam Oosterbroek.
Bij de grootschalige gemeentelijke herindeling in de provincie Groningen in 1990 werd Oosterbroek samengevoegd met de gemeentes Meeden en 
Muntendam. Deze nieuwe gemeente werd in eerste instantie ook Oosterbroek genoemd. Een jaar later koos de gemeenteraad van de nieuwe gemeente echter voor Menterwolde. De gemeente is in 2018 opgegaan in de nieuwe gemeente Midden-Groningen. 
Burgemeester Albert Omta van Noordbroek werd de eerste burgemeester van Oosterbroek. Hij bekleedde dit ambt van 1965 tot 1979.